# Rue de Pommard
La rue de Pommard est une voie située dans le 12e arrondissement de Paris, en France.

## Origine du nom
La rue doit son nom au vignoble de Pommard, attribué en raison de son voisinage avec les entrepôts de Bercy.

## Historique
La rue de Pommard est ouverte par décret du 6 août 1877 et prend sa dénomination actuelle par arrêté du arrêté du 1er août 1879.

## Bâtiments remarquables et lieux de mémoire
Les 36 pavillons du 7  au 39 rue de Bercy et du 10 au 40 rue Pommard ont été construits en 1908 en pierre meulière par l’architecte Lambert pour loger les employés et ouvriers du Métropolitain.